# Ole Espersen
Ole Mogens Espersen (født 20. december 1934 i Nylars, død 4. december 2020) var en dansk politiker og tidligere minister for Socialdemokratiet. Han var professor, dr. jur.
Ole Espersen blev valgt til Folketinget ved jordskredsvalget i 1973 og var MF indtil 1994. Han var opstillet i Brønshøjkredsen i Østre Storkreds. Espersen var også medlem Europa-Parlamentet fra 1974 til 1977.
I 1981-1982 var han justitsminister i Anker Jørgensens fjerde og femte regering.
Espersen blev født på Bornholm i 1934. Han blev uddannet jurist fra Københavns Universitet i 1959. Han arbejdede i Justitsministeriet indtil han blev professor i statsforvaltningsret ved Københavns Universitet i 1971. Efter sin tid i Folketinget vendte han tilbage til Københavns Universitet som professor i folkeret.
Espersen arbejdede på menneskerettighedsområdet som kommissær for demokratiske institutioner og menneskerettigheder i Østersørådet og som formand for Den Danske Helsinki-Komité for Menneskerettigheder. Han var også i to perioder formand for Radiorådet.

## Udvalgt bibliografi
- Ole Espersen: Elementær statsforfatningsret. 1972. Universitetsforlaget.[7]
- Ole Espersen; Frederik Harhoff; Ole Spiermann (2003), Folkeret. De internationale retsforhold, København: Christian Ejlers' Forlag, ISBN 87-7241-063-9, Wikidata  Q98212911